# Гаглоев, Вадим Гамлетович
Вади́м Га́млетович Гагло́ев (род. 18 января 1989, Цхинвали) — российский футболист, полузащитник.

## Биография

### Клубная карьера

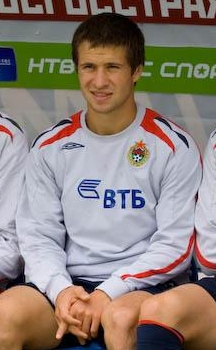
Гаглоев в ЦСКА

Футболом начал заниматься в возрасте семи лет, когда во время одной из игр во дворе его приметил сосед, который был футбольным тренером. До 12-летнего возраста он занимался под его руководством и ходил в секцию, однако, по признанию самого Гаглоева, это был такой же дворовый футбол только под присмотром и с подсказками взрослого человека.
В 12 лет поступил в школу ЦСКА. За 7 лет вышел в основном составе только один раз — в сентябре 2006 в ответном матче 1/16 финала Кубка России 2006/2007 против саранской «Мордовии».
Забил один из красивейших мячей Кубка Содружества 2007.
В феврале 2008 года перешёл во владикавказскую «Аланию». В сезоне 2008 принял участие в 22 матчах и рассчитывал успешно продолжить свои выступления за осетинскую команду, но в начале 2009-го на тренерский пост ступил Валерий Петраков, который дал понять полузащитнику о ненужности его услуг.
С 12 марта 2009 года играл за пермский «Амкар» из премьер-лиги. В сезоне-2009 провёл один матч за основной состав против «Томи» (2:1) и 26 игр (4 гола) за молодёжный состав. 2010 год начинал уже в качестве игрока основного состава. Но за полсезона провёл лишь 3 матча в чемпионате, поэтому в августе был отдан в аренду клубу «Тюмень».
В 2011 году перешёл из Перми обратно в «Аланию», но сразу же был отдан в аренду в «Нижний Новгород».
Свой первый гол в чемпионатах России забил в ворота «Шинника» 19 мая 2011 года (3:2). Через 2 месяца вывел «Нижний Новгород» в следующий раунд Кубка России.
В ноябре 2011 года в матче сборной Футбольной национальной лиги против сборной команды Итальянской серии Б вывел на поле российскую команду с капитанской повязкой..
25 июня 2012 года подписал контракт с «Амкаром» на 2 года. В составе команды в сезоне 2012/13 принял участие в 10 матчах (восемь — в стартовом составе) и заработал две жёлтые карточки.
Летом 2013 года подписал контракт с саранской «Мордовией». Договор был рассчитан на два года. Провёл в первенстве ФНЛ 14 матчей, но зимой был выставлен на трансфер.
В сезоне 2014/15 провёл 14 матчей в первенстве ФНЛ в составе красноярского «Енисея».
В 2014—2017 годах играл в команде Западной лиги ЛФЛ Москвы 8х8 «Реал Москва».

### Карьера в сборной
В 2006 году в качестве капитана юношеской сборной России стал чемпионом Европы среди юношей до 17 лет. За время отборочного и финального турнира пропустил лишь один матч против сборной Люксембурга.

## Достижения
- Победитель юношеского чемпионата Европы 2006
- Бронзовый призёр Первенство ФНЛ 2011/2012